# Kasteel van Moregem
Het Kasteel van Moregem was een kasteel in de tot de Oost-Vlaamse gemeente Wortegem-Petegem behorende plaats Moregem, gelegen aan de Heerbaan 5-6 en 6A, en Koestraat 3. In maart 2025 verwoestte een brand het leegstaande gebouw totaal.

## Geschiedenis
In 1588 werd op deze plaats in opdracht van K. van Spiere een waterslot gebouwd in renaissancestijl, dat bekend stond als Praetorium de Mooreghem. In opdracht van de familie Van Hoobrouck werd dit vervallen slot afgebroken en in 1792-1798 vervangen door een speelhuis in Lodewijk XVI- en directoire-stijl. Architect was mogelijk J. Pisson.
Het kasteel ondervond schade tijdens de bezetting in de Tweede Wereldoorlog. Tot 1952 woonde er Berthe van Caloen de Basseghem (1869-1952), weduwe van baron Albert Ruzette. Daarna bleef het kasteel leeg staan en werd het verwaarloosd. Het park werd omgevormd tot een populierenplantage, ook werd er sindsdien op het domein kleinvee gehouden.
Op het domein bevindt zich, naast het kasteel, nog een portierswoning in vroeg-neogotische stijl, een grotconstructie, en er zijn dienstwoningen.
In de nacht van 8 op 9 maart 2025 woedde er een brand, waarbij het hele kasteel uitbrandde.
- Inventaris van het Bouwkundig Erfgoed (Vlaanderen): 28147